# Anopheles schueffneri
Anopheles schueffneri este o specie de țânțari din genul Anopheles, descrisă de Stanton în anul 1915. Conform Catalogue of Life specia Anopheles schueffneri nu are subspecii cunoscute.